# اداره ملی آمار چین
اداره ملی آمار چین (انگلیسی: National Bureau of Statistics of China)، با نام اختصاری NBS، یک سازمان دولتی در سطح معاونت کابینه است که مستقیماً زیر نظر شورای دولتی جمهوری خلق چین قرار دارد و وظیفه جمع‌آوری، تحقیق و انتشار آمار مربوط به اقتصاد، جمعیت و سایر ابعاد جامعه چین را بر عهده دارد. نینگ جیژه از سال ۲۰۱۶ کمیسر این دفتر است.